# Bardzo małżeńska Gwiazdka
Bardzo małżeńska Gwiazdka (ang. A Very Married Christmas) – amerykańsko-kanadyjski film fabularny z 2004 roku w reżyserii Toma McLoughlina, wyprodukowany przez wytwórnie Front and Centre Productions, Mindshare Entertainment, Sanitsky Company i Say When Productions.

## Fabuła
Frank Griffin dowiaduje się, że jego żona Ellen zakochała się w innym mężczyźnie i chce rozwodu. Mimo to mężczyzna postanawia walczyć o rodzinę. Ku zaskoczeniu wszystkich przyjmuje pracę Mikołaja w centrum handlowym. Tam spotyka fotografkę Donnę - samotną matkę wciąż liczącą na powrót męża.

## Obsada
- Joe Mantegna jako Frank Griffin
- Jean Smart jako Ellen Griffin
- Kari Matchett jako Donna
- Charles Durning jako Ozzy Larson
- Ngozi Taymah Armatrading jako Laci
- Frank Chiesurin jako Fantasy Peter
- Ashley Leggat jako gorączkowa matka
- Rosemary Dunsmore jako Osa Larson
- Jessica Beitchman jako Bambi
- Jordy Benattar jako Zoe Griffin
- Patricia Carroll Brown jako Lila
- Tannis Burnett jako pani Pierce